# Let's Get a Divorce (film 1918)
Let's Get a Divorce è un film muto del 1918 diretto da Charles Giblyn. Prodotto e distribuito dalla Famous Players-Lasky Corporation, era interpretato da Billie Burke, John Miltern, Pinna Nesbit, Armand Kaliz, Rod La Rocque, Helen Tracy.
Sceneggiato da John Emerson e Anita Loos, film è l'adattamento cinematografico della commedia Divorçons di Victorien Sardou e Émile de Najac andata in scena in prima a Parigi il 6 dicembre 1880 (19 dicembre 1896 al Théâtre du Vaudeville su Les Archives du Spectacle).

## Trama
Annoiata dalla vita in convento, la giovane Cyprienne Marcey si abbandona alle fantasie romantiche. Così, quando Henri de Prunelles, fratello della sua amica Yvonne, si innamora di lei, Cyprienne accetta entusiasta il consiglio di Yvonne, cioè quello di rinunciare a un matrimonio convenzionale facendosi rapire dal convento.
Quella fuga romantica soddisfa la voglia di emozioni di Cyprienne. Ma, quando il marito torna alla sua attività di scrittore, la novella sposa comincia nuovamente ad annoiarsi. E, quando il cugino Adhemar inizia a corteggiarla, lei si convince di amarlo e chiede il divorzio al marito. Henri, che vuole dare una lezione alla moglie, acconsente senza batter ciglio alla sua richiesta e poi finge di corteggiare un'altra donna. Cyprienne, però, davanti alla realtà, ovvero al fatto che i suoi incontri romantici con Adhemar non sono più clandestini, perde ogni interesse per lui. Ritorna da Henri, chiedendogli perdono e accettando finalmente la sua felice vita coniugale senza altri grilli per la testa.

## Produzione
Il film fu prodotto dalla Famous Players-Lasky Corporation

## Distribuzione
Il copyright del film, richiesto dalla Famous Players-Lasky Corp., fu registrato il 13 aprile 1918 con il numero LP12315.
Distribuito dalla Famous Players-Lasky Corporation, il film - presentato da Adolph Zukor - uscì nelle sale cinematografiche statunitensi il 28 aprile 1918.
Non si conoscono copie ancora esistenti della pellicola che viene considerata presumibilmente perduta.